# Heroes Join Forces
Heroes Join Forces es el segundo evento cruce anual del Arrowverso, presentando episodios de las series de televisión The Flash y Arrow de The CW. El evento comenzó el 1 de diciembre de 2015 con el episodio de The Flash «Legends of Today» y concluyó al día siguiente con el de Arrow «Legends of Yesterday». Los mismos cuentan con personajes de Legends of Tomorrow, que se estaba desarrollando como una serie derivada. En el cruce, Barry Allen / Flash y Oliver Queen / Flecha se unen para enfrentarse a Vándalo Salvaje, que busca a Kendra Saunders y Carter Hall, las reencarnaciones de Hawkgirl y Hawkman.
Un cruce entre las dos series fue anunciado en enero de 2015 por el presidente de The CW, Mark Pedowitz, quien declaró la intención del canal de tener uno cada temporada tras el éxito del cruce del año anterior «Flash vs. Arrow». En septiembre, los guiones de cada episodio ya estaban escritos y la filmación tuvo lugar poco antes de finalizar el mes y en octubre de 2015. En el cruce aparecen todos los miembros del elenco principal de cada serie que aparecen al menos en su propia serie, con actores y personajes adicionales que también retoman sus papeles del Arrowverso.
Los episodios recibieron críticas generalmente positivas; sin embargo, la configuración de Legends of Tomorrow recibió respuestas mixtas. Ambas series experimentaron una alta audiencia en sus temporadas a pesar de que bajaron con respecto al cruce del año anterior. Al año siguiente se produjo un cruce titulado «Invasion!».

## Trama
Vándalo Salvaje llega a Ciudad Central buscando matar a Kendra Saunders. Después de atacar a Kendra y Cisco Ramon, Barry Allen lleva a Kendra a Ciudad Star y solicita la ayuda de Oliver Queen y su equipo para protegerla. El equipo recibe la visita de Malcolm Merlyn, que les informa de que Salvaje es un inmortal. Más tarde, Kendra es secuestrada por un misterioso hombre alado, pero Barry y Oliver la rescatan y lo capturan. Se presenta como Carter Hall y les dice que él y Kendra son almas gemelas que han estado conectadas durante milenios. Están destinados a morir, renacer y encontrarse en cada vida. Carter también revela que Salvaje ha matado a la pareja en todas sus vidas anteriores, haciéndose cada vez más fuerte. Salvaje adquiere el Báculo de Horus, un arma mística mortal. Kendra desbloquea sus habilidades y Cisco la nombra Chica Halcón, con el equipo decidiendo reagruparse en Ciudad Central. Allí, Oliver ve a su exnovia Samantha Clayton con su hijo William y se da cuenta de que el niño es probablemente suyo. Mientras tanto, Caitlin Snow y Harry Wells crean un suero capaz de aumentar temporalmente la velocidad de Barry para que pueda derrotar a Zoom. Jay Garrick inicialmente se niega a probar el suero, pero más tarde se ve obligado a hacerlo para salvar la vida de Wells cuando es disparado por Patty Spivot, que lo confunde con Eobard Thawne. Jay desaconseja utilizar el suero con Barry.
Malcolm organiza una reunión entre Salvaje, Barry y Oliver. Salvaje exige que entreguen a Kendra y Carter, amenazando con destruir tanto Ciudad Central como Ciudad Star con el Báculo de Horus. Sin que Felicity Smoak lo sepa, Oliver hace que Barry realice una prueba de paternidad con un mechón de pelo de William, lo que confirma que él es el padre. Enfrentándose a Samantha, esta accede a dejarle ver a William con la condición de que no le diga a nadie, incluido al propio William, que es el padre. Felicity se entera de la paternidad de Oliver por Barry. Frustrada y sintiéndose traicionada por el hecho de que Oliver siga estando dispuesto a ocultarle secretos, pone fin a su relación.
Barry y Oliver idean un plan para entregar a Kendra y Carter como artimaña para acercarse lo suficiente a Salvaje y destruir el bastón. El plan sale terriblemente mal; los poderes de Kendra fallan y Salvaje se impone rápidamente, matándola a ella y Carter antes de utilizar el bastón para destruir Ciudad Central. Barry escapa y corre hacia atrás en el tiempo hasta el punto de la negociación original. Barry informa a Oliver de su viaje en el tiempo y de los errores que les llevaron a la derrota. Cambian su enfoque del plan y Barry es capaz de robar el bastón. Él y Oliver lo usan en Salvaje, convirtiéndolo en cenizas. Kendra y Carter deciden usar sus poderes para ayudar a otros en otra ciudad. Cisco le da a Kendra un dispositivo de rastreo. Oliver acepta las condiciones de Samantha para que vea a William. A pesar de que Barry anima a Oliver a hablarle a Felicity sobre William, quien nunca se enteró debido al viaje en el tiempo de Barry, él decide no revelarle el secreto. Más tarde, Merlyn recoge las cenizas de Salvaje mientras dice que este le debe.

## Elenco y personajes

### Principales y recurrentes
| Intérprete          | Personaje                    | Episodio  | Episodio  |
| Intérprete          | Personaje                    | The Flash | Arrow     |
| ------------------- | ---------------------------- | --------- | --------- |
| Grant Gustin        | Barry Allen / Flash          | Principal | Invitado  |
| Stephen Amell       | Oliver Queen / Flecha Verde  | Invitado  | Principal |
| Danielle Panabaker  | Caitlin Snow                 | Principal | Invitada  |
| Carlos Valdés       | Cisco Ramon                  | Principal | Invitado  |
| John Barrowman      | Malcolm Merlyn               | Invitado  | Principal |
| Emily Bett Rickards | Felicity Smoak               | Invitada  | Principal |
| Willa Holland       | Thea Queen / Speedy          | Invitada  | Principal |
| David Ramsey        | John Diggle                  | Invitado  | Principal |
| Candice Patton      | Iris West                    | Principal |           |
| Tom Cavanagh        | Harrison «Harry» Wells       | Principal |           |
| Jesse L. Martin     | Joe West                     | Principal |           |
| Katie Cassidy       | Laurel Lance / Canario Negro |           | Principal |
| Ciara Renée         | Kendra Saunders / Hawkgirl   | Invitada  | Invitada  |
| Casper Crump        | Vándalo Salvaje              | Invitado  | Invitado  |
| Falk Hentschel      | Carter Hall / Hawkman        | Invitado  | Invitado  |
| Anna Hopkins        | Samantha Clayton             | Invitada  | Invitada  |

- Nota: A pesar de estar acreditado, Paul Blackthorne no aparece en el episodio de Arrow.

### Invitados
| - Neal McDonough como Damien Darhk - Teddy Sears como Jay Garrick - Shantel VanSanten como Patty Spivot | - Peter Francis James como Dr. Aldus Boardman |

## Producción

### Desarrollo
En enero de 2015, el presidente de The CW, Mark Pedowitz, declaró la intención del canal de realizar un cruce del Arrowverso cada temporada tras el evento de dos partes del año anterior con los octavos episodios de la tercera temporada de Arrow y primera de The Flash, titulado «Flash vs. Arrow». En julio de 2015, Andrew Kreisberg, creador y productor ejecutivo de ambas series, confirmó que los octavos episodios de la cuarta temporada de Arrow y la segunda de The Flash serían un cruce de dos partes. Al mes siguiente, Kreisberg reveló que el mismo ayudaría a sentar las bases de Legends of Tomorrow, la nueva serie derivada. Kreisberg dijo: «Tanto Arrow como The Flash están ayudando a establecer esas cosas, tanto en grandes como en pequeñas formas, lo cual es encantador... Van a pasar muchas cosas antes del cruce, que está sirviendo como una especie de piloto para Legends of Tomorrow».
Kreisberg describió el cruce entre ambos programas diciendo: «Es una locura tenerlos a todos juntos». A diferencia del cruce de 2014, que fueron dos aventuras independientes que involucraron a cada programa, Marc Guggenheim, productor ejecutivo de Arrow, dijo: «Este año es una locura, un cruce completo tipo ‹Continuará›, realmente se siente como una película de 2 horas que se emite durante dos noches». Kreisberg y Guggenheim también aseguraron a los fanáticos que ambos episodios no se centrarían únicamente en establecer la serie derivada y que el cruce sigue siendo Oliver Queen y Barry Allen teniendo su propia aventura. «Estos episodios tienen cosas importantes para las narrativas tanto de The Flash como de Arrow», dijo Kriesberg, mientras que Guggenheim añadió: «Los momentos finales de The Flash tienen una gran sorpresa y retomamos esos hilos en Arrow. Luego hacemos algunas cosas con los personajes de Arrow que son bastante épicas y grandes».
En el episodio de The Flash, Caitlin Snow y Harry Wells crean una droga llamada «Velocity 6» para que Barry sea más rápido contra Zoom. Kreisberg comentó que «es seguro decir que habrá unas cuantas iteraciones más de esa fórmula, pero los espectadores tendrán que esperar para ver cómo se desarrolla todo y los efectos en quienes la usan». Teddy Sears (cuyo personaje Jay Garrick utiliza la droga para restablecer temporalmente su velocidad) dijo que, aunque su personaje no está obsesionado con la restauración de su velocidad, Velocity 6 presenta una solución interesante que le tentará debido a sus «recuerdos inquietantes» de su vida anterior con poderes.

### Escritura
En julio de 2015, Greg Berlanti, creador y productor ejecutivo de ambas series, dijo: 
Acabamos de empezar a trabajar en el cruce durante la última semana, más o menos... así que estamos realmente entusiasmados con él. Tenemos una gran historia preparada. Este año nuestra verdadera esperanza es hacer un cruce que sea aún más grande y aún más gratificante para la audiencia que los últimos años [sic].
Los guiones de «Heroes Join Forces» se escribieron en septiembre de 2015. Berlanti creó la historia del evento y Kreisberg y Guggenheim ayudaron a elaborar la historia de los episodios de The Flash y Arrow, respectivamente. El guion de The Flash fue escrito por los showrunners Aaron y Todd Helbing; el de Arrow fue escrito por Brian Ford Sullivan y Guggenheim.

### Filmación
La filmación de los dos episodios tuvo lugar desde el 25 de septiembre hasta el 15 de octubre de 2015. El de The Flash fue dirigido por Ralph Hemecker, mientras que el de Arrow por Thor Freudenthal. Berlanti habló de la pesadilla logística que supuso juntar las tres series, ya que el primer par de episodios de Legends of Tomorrow se había filmado antes que los del cruce. Además, había personajes de The Flash y Arrow «que también estábamos filmando fuera de esas respectivas series antes de entrar a filmar Legends of Tomorrow para luego tener que volver y hacer la introducción de algunos de los personajes aquí». Falk Hentschel describió la filmación como «un maratón de actuación», moviéndose constantemente de un estudio a otro durante el día, pero se divirtió mucho.

## Lanzamiento

### Emisión
Estaba previsto que los episodios del cruce se mostraran en una proyección exclusiva para fanáticos organizada por AT&T el 22 de noviembre de 2015, pero se canceló para dar más tiempo a que se completaran los efectos visuales. La primera parte, de The Flash, se emitió el 1 de diciembre, seguida de la segunda parte, de Arrow, el 2 de diciembre, ambas en The CW. La emisión de Canadá en CTV fue simultánea con la de Estados Unidos.

### Versión doméstica
Los episodios fueron lanzados juntos en Bluray y DVD, junto con el resto de la segunda temporada de The Flash el 6 de septiembre de 2016 y la cuarta de Arrow el 30 de agosto de 2016. Entre los extras se incluyen reportajes entre bastidores, comentarios de audio, escenas eliminadas y tomas falsas.

## Recepción

### Audiencias
| N.º | Serie     | Fecha de emisión       | ÍA/CP (18–49) | Audiencia (millones) | DVR (18–49) | Audiencia DVR (millones) | Total (18–49) | Audiencia total (millones) |
| --- | --------- | ---------------------- | ------------- | -------------------- | ----------- | ------------------------ | ------------- | -------------------------- |
| 1   | The Flash | 1 de diciembre de 2015 | 1,4/5         | 3,94                 | 0,9         | 2,12                     | 2,3           | 6,07                       |
| 2   | Arrow     | 2 de diciembre de 2015 | 1,4/4         | 3,66                 | 0,7         | 1,61                     | 2,1           | 5,27                       |

En Estados Unidos, el episodio de The Flash atrajo la mayor audiencia de la segunda temporada y del programa desde el 17 de febrero de 2015. El mismo atrajo un 12% más de espectadores e igualó el índice de audiencia entre adultos de 18 a 49 años del episodio anterior, «Gorilla Warfare». Bajó un 12% en el índice demográfico con respecto al cruce del año anterior. El episodio de Arrow atrajo la mayor audiencia de la cuarta temporada y el mayor índice de audiencia entre adultos de 18 a 49 años, el mejor desde el cruce con The Flash del año anterior el 3 de diciembre de 2014. La audiencia mejoró en un 36% y los espectadores en el grupo demográfico de 18 a 49 años aumentaron en un 27% con respecto al episodio anterior, «Brotherhood».
En Canadá, el episodio de The Flash fue visto por 2,00 millones de espectadores, lo que le valió la mayor audiencia de esa noche y la tercera más alta de la semana. La emisión de Arrow tuvo 1,81 millones de espectadores, la cuarta más alta de ese día y la séptima más alta de la semana.

### Reconocimientos
Collider nombró al segundo cruce anual de The Flash y Arrow como uno de los 10 mayores momentos de superhéroes de 2015, diciendo que «el evento de dos noches fue un gran éxito, reafirmando el entretenimiento del universo que han construido y avivando el deseo de verlo seguir creciendo». Zap2it también nombró tanto a «Legends of Today» como «Legends of Yesterday» como uno de los mejores episodios televisivos de 2015.